# Världscupen i nordisk kombination 2014/2015
Världscupen i nordisk kombination 2014/2015 pågick under perioden 29 november 2014 - 14 mars 2015. Tävlingarna inleds i Ruka i Finland, och avslutades i Oslo, Norge. Eric Frenzel från Tyskland vann den individuella totalcupen. Den 20-28 februari 2015 arrangerades världsmästerskapen i nordisk kombination i Falun, Sverige.

## Tävlingskalender

### Individuella tävlingar
| Omgång                                                             | Säsong                                                           | Datum                                                            | Plats                                                            | Backe                                                            | Disciplin                                                        | Etta | Tvåa | Trea | Gula ledartröjan | Källa |
| ------------------------------------------------------------------ | ---------------------------------------------------------------- | ---------------------------------------------------------------- | ---------------------------------------------------------------- | ---------------------------------------------------------------- | ---------------------------------------------------------------- | --- | --- | --- | --- | --- |
| 424                                                                | 1                                                                | 29 november 2014                                                 | Ruka                                                             | Rukatunturi                                                      | HS 142 / 10 kilometer                                            | Johannes Rydzek | Bernhard Gruber | Miroslav Dvořák | Johannes Rydzek | [ 1 ] |
| 425                                                                | 2                                                                | 6 december 2014                                                  | Lillehammer                                                      | Lysgårdsbakken                                                   | HS 138 / 10 kilometer                                            | Eric Frenzel | Fabian Rießle | Jan Schmid | Johannes Rydzek Fabian Rießle | [ 2 ] |
| 426                                                                | 3                                                                | 7 december 2014                                                  | Lillehammer                                                      | Lysgårdsbakken                                                   | HS 138 / 10 kilometer                                            | Mikko Kokslien | Fabian Rießle | Jason Lamy-Chappuis | Fabian Rießle | [ 3 ] |
| 427                                                                | 4                                                                | 21 december 2014                                                 | Ramsau                                                           | W90-Mattensprunganlage                                           | HS 98 / 10 kilometer                                             | Jason Lamy-Chappuis | Mikko Kokslien | Fabian Rießle | Fabian Rießle | [ 4 ] |
| 428                                                                | 5                                                                | 4 januari 2015                                                   | Schonach                                                         | Langenwaldschanze                                                | HS 106 / 10 kilometer                                            | Lukas Klapfer | Akito Watabe | Jan Schmid | Fabian Rießle | [ 5 ] |
| 429                                                                | 6                                                                | 10 januari 2015                                                  | Chaux-Neuve                                                      | La Côté Feuillée                                                 | HS 118 / 10 kilometer                                            | Eric Frenzel | Fabian Rießle | Magnus Moan | Fabian Rießle | [ 6 ] |
| 430                                                                | 7                                                                | 11 januari 2015                                                  | Chaux-Neuve                                                      | La Côté Feuillée                                                 | HS 118 / 10 kilometer                                            | Magnus Moan | Magnus Krog | Bernhard Gruber | Fabian Rießle | [ 7 ] |
| 431                                                                | 8                                                                | 16 januari 2015                                                  | Seefeld                                                          | Toni-Seelos-Olympiaschanze                                       | HS 109 / 5 kilometer                                             | Eric Frenzel | Jan Schmid | Jarl Magnus Riiber | Fabian Rießle | [ 8 ] |
| 432                                                                | 9                                                                | 17 januari 2015                                                  | Seefeld                                                          | Toni-Seelos-Olympiaschanze                                       | HS 109 / 10 kilometer                                            | Eric Frenzel | Bernhard Gruber | Tino Edelmann | Eric Frenzel | [ 9 ] |
| 433                                                                | 10                                                               | 18 januari 2015                                                  | Seefeld                                                          | Toni-Seelos-Olympiaschanze                                       | HS 109 / 15 kilometer                                            | Eric Frenzel | Håvard Klemetsen | Akito Watabe | Eric Frenzel | [ 10 ] |
| Nordisk kombinationstrippel – Slutställning (16-17 januari 2015)   | Nordisk kombinationstrippel – Slutställning (16-17 januari 2015) | Nordisk kombinationstrippel – Slutställning (16-17 januari 2015) | Nordisk kombinationstrippel – Slutställning (16-17 januari 2015) | Nordisk kombinationstrippel – Slutställning (16-17 januari 2015) | Nordisk kombinationstrippel – Slutställning (16-17 januari 2015) | Eric Frenzel | Håvard Klemetsen | Akito Watabe | | |
| 434                                                                | 11                                                               | 23 januari 2015                                                  | Sapporo                                                          | Ōkurayama                                                        | HS 134 / 10 kilometer                                            | Eric Frenzel | Jan Schmid | Håvard Klemetsen | Eric Frenzel | [ 11 ] |
| 435                                                                | 12                                                               | 24 januari 2015                                                  | Sapporo                                                          | Ōkurayama                                                        | HS 134 / 10 kilometer                                            | Eric Frenzel | Akito Watabe | Taylor Fletcher | Eric Frenzel | [ 12 ] |
| 436                                                                | 13                                                               | 30 januari 2015                                                  | Val di Fiemme                                                    | Trampolino dal Ben                                               | HS 134 / 10 kilometer                                            | Bernhard Gruber | Jan Schmid | Jørgen Graabak | Eric Frenzel | [ 13 ] |
| 437                                                                | 14                                                               | 1 februari 2015                                                  | Val di Fiemme                                                    | Trampolino dal Ben                                               | HS 134 / 10 kilometer                                            | Jørgen Graabak | Bernhard Gruber | Fabian Rießle | Eric Frenzel | [ 14 ] |
|                                                                    |                                                                  | 7 februari 2015                                                  | Liberec                                                          | Ještěd „A“                                                       | HS 134 / 10 kilometer                                            | inställt; tävlingarna krockade med världscupen i skidskytte, tävlingarna flyttade till Val di Fiemme i Italien den 30 januari 2015. | inställt; tävlingarna krockade med världscupen i skidskytte, tävlingarna flyttade till Val di Fiemme i Italien den 30 januari 2015. | inställt; tävlingarna krockade med världscupen i skidskytte, tävlingarna flyttade till Val di Fiemme i Italien den 30 januari 2015. | inställt; tävlingarna krockade med världscupen i skidskytte, tävlingarna flyttade till Val di Fiemme i Italien den 30 januari 2015. | inställt; tävlingarna krockade med världscupen i skidskytte, tävlingarna flyttade till Val di Fiemme i Italien den 30 januari 2015. |
| 8 februari 2015                                                    | Liberec                                                          | Ještěd „A“                                                       | HS 134 / 10 kilometer                                            |                                                                  |                                                                  | inställt; tävlingarna krockade med världscupen i skidskytte, tävlingarna flyttade till Val di Fiemme i Italien den 30 januari 2015. | inställt; tävlingarna krockade med världscupen i skidskytte, tävlingarna flyttade till Val di Fiemme i Italien den 30 januari 2015. | inställt; tävlingarna krockade med världscupen i skidskytte, tävlingarna flyttade till Val di Fiemme i Italien den 30 januari 2015. | inställt; tävlingarna krockade med världscupen i skidskytte, tävlingarna flyttade till Val di Fiemme i Italien den 30 januari 2015. | inställt; tävlingarna krockade med världscupen i skidskytte, tävlingarna flyttade till Val di Fiemme i Italien den 30 januari 2015. |
| världsmästerskapen i nordisk skidsport 2015 (18 februari - 1 mars) |                                                                  |                                                                  |                                                                  |                                                                  |                                                                  | | | | | |
| 438                                                                | 15                                                               | 6 mars 2015                                                      | Lahtis                                                           | Salpausselkä                                                     | HS 130 / 10 kilometer                                            | Akito Watabe | Johannes Rydzek | Fabian Rießle | Eric Frenzel | [ 16 ] |
| 439                                                                | 16                                                               | 12 mars 2015                                                     | Trondheim                                                        | Granåsen                                                         | HS 140 / 10 kilometer                                            | Magnus Moan | Fabian Rießle | Alessandro Pittin | Eric Frenzel | [ 17 ] |
| 440                                                                | 17                                                               | 14 mars 2015                                                     | Oslo                                                             | Holmenkollbacken                                                 | HS 134 / 15 kilometer                                            | Akito Watabe | Johannes Rydzek | Alessandro Pittin | Eric Frenzel | [ 18 ] |

### Lagtävlingar
| Omgång | Säsong | Datum            | Plats         | Backe                  | Disciplin                         | Etta                                                                            | Tvåa                                                                            | Trea                                                                            | Gula ledartröjan                                                                | Källor                                                                          |
| ------ | ------ | ---------------- | ------------- | ---------------------- | --------------------------------- | ------------------------------------------------------------------------------- | ------------------------------------------------------------------------------- | ------------------------------------------------------------------------------- | ------------------------------------------------------------------------------- | ------------------------------------------------------------------------------- |
| 26     | 1      | 30 november 2014 | Ruka          | Rukatunturi            | HS 142 / 2 x 7.5 kilometer sprint | Norge IHåvard Klemetsen Jørgen Graabak                                          | Tyskland IIBjörn Kircheisen Eric Frenzel                                        | Frankrike IJason Lamy-Chappuis François Braud                                   | Tyskland                                                                        | [ 19 ]                                                                          |
| 27     | 2      | 20 december 2014 | Ramsau        | W90-Mattensprunganlage | HS 98 / 4 x 5 kilometer           | NorgeMikko Kokslien Håvard Klemetsen Jan Schmid Jørgen Graabak                  | TysklandTino Edelmann Eric Frenzel Johannes Rydzek Fabian Rießle                | FrankrikeSébastien Lacroix Jason Lamy-Chappuis François Braud Maxime Laheurte   | Tyskland                                                                        | [ 20 ]                                                                          |
| 28     | 3      | 3 januari 2015   | Schonach      | Langenwaldschanze      | HS 106 / 4 x 5 kilometer          | TysklandEric Frenzel Tino Edelmann Björn Kircheisen Johannes Rydzek             | NorgeJan Schmid Håvard Klemetsen Mikko Kokslien Jørgen Graabak                  | FrankrikeMaxime Laheurte Sébastien Lacroix François Braud Jason Lamy-Chappuis   | Tyskland                                                                        | [ 21 ]                                                                          |
|        |        | 11 januari 2015  | Chaux-Neuve   | La Côté Feuillée       | HS 118 / 2 x 7.5 kilometer sprint | inställt på grund av tunga snöfall och ersatta av individuell Gundersentävling. | inställt på grund av tunga snöfall och ersatta av individuell Gundersentävling. | inställt på grund av tunga snöfall och ersatta av individuell Gundersentävling. | inställt på grund av tunga snöfall och ersatta av individuell Gundersentävling. | inställt på grund av tunga snöfall och ersatta av individuell Gundersentävling. |
| 29     | 4      | 31 januari 2015  | Val di Fiemme | Trampolino dal Ben     | HS 134 / 2 x 7.5 kilometer sprint | Norge IJan Schmid Jørgen Graabak                                                | {{stafett Tyskland\|Manuel Faisst\|Fabian Rießle}}                              | Österrike ISepp Schneider Bernhard Gruber                                       | Tyskland                                                                        | [ 23 ]                                                                          |
| 30     | 5      | 7 mars 2015      | Lahtis        | Salpausselkä           | HS 130 / 2 x 7.5 kilometer sprint | Tyskland IFabian Rießle Johannes Rydzek                                         | Frankrike ISébastien Lacroix Jason Lamy-Chappuis                                | Norge IMagnus Krog Håvard Klemetsen                                             | Tyskland                                                                        | [ 24 ]                                                                          |

## Slutställning
| Placering |                  | Poäng |
| --------- | ---------------- | ----- |
| 1         | Eric Frenzel     | 945   |
| 2         | Akito Watabe     | 777   |
| 3         | Johannes Rydzek  | 731   |
| 4         | Fabian Rießle    | 724   |
| 5         | Bernhard Gruber  | 684   |
| 6         | Håvard Klemetsen | 593   |
| 7         | Jan Schmid       | 578   |
| 8         | Magnus Moan      | 553   |
| 9         | Mikko Kokslien   | 534   |
| 10        | Lukas Klapfer    | 401   |

| Placering |           | Poäng |
| --------- | --------- | ----- |
| 1         | Tyskland  | 4458  |
| 2         | Norge     | 4245  |
| 3         | Österrike | 2851  |
| 4         | Frankrike | 2008  |
| 5         | Japan     | 1798  |
| 6         | Italien   | 1005  |
| 7         | USA       | 805   |
| 8         | Tjeckien  | 573   |
| 9         | Finland   | 346   |
| 10        | Slovenien | 234   |

| Placering |                  | CHF    |
| --------- | ---------------- | ------ |
| 1         | Eric Frenzel     | 76,350 |
| 2         | Fabian Rießle    | 57,950 |
| 3         | Johannes Rydzek  | 53,070 |
| 4         | Akito Watabe     | 47,175 |
| 5         | Jan Schmid       | 45,975 |
| 6         | Håvard Klemetsen | 45,100 |
| 7         | Bernhard Gruber  | 41,250 |
| 8         | Jørgen Graabak   | 36,025 |
| 9         | Mikko Kokslien   | 34,200 |
| 10        | Magnus Moan      | 31,885 |

### Fotnoter
1. ↑  ”Men's HS 142 / 10 kilometer - Ruka, Finland”. FIS. http://data.fis-ski.com/pdf/2015/NK/4138/2015NK4138ROF.pdf. Läst 7 januari 2015.
2. ↑  ”Men's HS 138 / 10 kilometer - Lillehammer, Norway”. FIS. http://data.fis-ski.com/pdf/2015/NK/4161/2015NK4161ROF.pdf. Läst 7 januari 2015.
3. ↑  ”Men's HS 138 / 10 kilometer - Lillehammer, Norway”. FIS. http://data.fis-ski.com/pdf/2015/NK/4162/2015NK4162ROF.pdf. Läst 7 januari 2015.
4. ↑  ”Men's HS 98 / 10 kilometer - Ramsau, Austria”. FIS. http://data.fis-ski.com/pdf/2015/NK/4119/2015NK4119ROF.pdf. Läst 7 januari 2015.
5. ↑  ”Men's HS 106 / 10 kilometer - Schonach, Germany”. FIS. http://data.fis-ski.com/pdf/2015/NK/4150/2015NK4150ROF.pdf. Läst 7 januari 2015.
6. ↑  ”Men's HS 118 / 10 kilometer - Chaux-Neuve, France”. FIS. http://data.fis-ski.com/pdf/2015/NK/4144/2015NK4144ROF.pdf. Läst 7 januari 2015.
7. ↑  ”Men's HS 118 / 10 kilometer - Chaux-Neuve, France”. FIS. http://data.fis-ski.com/pdf/2015/NK/4143/2015NK4143ROF.pdf. Läst 7 januari 2015.
8. ↑  ”Men's HS 109 / 5 kilometer - Seefeld, Austria”. FIS. http://data.fis-ski.com/pdf/2015/NK/4121/2015NK4121ROF.pdf. Läst 7 januari 2015.
9. ↑  ”Men's HS 109 / 10 kilometer - Seefeld, Austria”. FIS. http://data.fis-ski.com/pdf/2015/NK/4122/2015NK4122ROF.pdf. Läst 7 januari 2015.
10. ↑  ”Men's HS 109 / 15 kilometer - Seefeld, Austria”. FIS. http://data.fis-ski.com/pdf/2015/NK/4123/2015NK4123ROF.pdf. Läst 7 januari 2015.
11. ↑  ”Men's HS 134 / 10 kilometer - Sapporo, Japan”. FIS. http://data.fis-ski.com/pdf/2015/NK/4155/2015NK4155ROF.pdf. Läst 7 januari 2015.
12. ↑  ”Men's HS 134 / 10 kilometer - Sapporo, Japan”. FIS. http://data.fis-ski.com/pdf/2015/NK/4156/2015NK4156ROF.pdf. Läst 7 januari 2015.
13. ↑  ”Men's HS 134 / 10 kilometer - Val di Fiemme, Italy”. FIS. http://data.fis-ski.com/pdf/2015/NK/4135/2015NK4135ROF.pdf. Läst 7 januari 2015.
14. ↑  ”Men's HS 134 / 10 kilometer - Val di Fiemme, Italy”. FIS. http://data.fis-ski.com/pdf/2015/NK/4154/2015NK4154ROF.pdf. Läst 7 januari 2015.
15. ↑  ”Statement regarding the cancelation of the World Cup in Liberec”. 12 december 2014. Arkiverad från originalet den 22 januari 2015. https://web.archive.org/web/20150122061034/http://www.fis-ski.com/ski-jumping/news-multimedia/news/article=statement-regarding-the-cancelation-the-world-cup-liberec.html. Läst 7 januari 2015.
16. ↑  ”Men's HS 130 / 10 kilometer - Lahti, Finland”. FIS. http://data.fis-ski.com/pdf/2015/NK/4141/2015NK4141ROF.pdf. Läst 7 januari 2015.
17. ↑  ”Men's HS 140 / 10 kilometer - Trondheim, Norway”. FIS. http://data.fis-ski.com/pdf/2015/NK/4165/2015NK4165ROF.pdf. Läst 7 januari 2015.
18. ↑  ”Men's HS 134 / 15 kilometer - Oslo, Norway”. FIS. http://data.fis-ski.com/pdf/2015/NK/4166/2015NK4166ROF.pdf. Läst 7 januari 2015.
19. ↑  ”Men's Team HS 142 / 15 kilometer - Ruka, Finland”. FIS. http://data.fis-ski.com/pdf/2015/NK/4137/2015NK4137ROF.pdf. Läst 7 januari 2015.
20. ↑  ”Men's Team HS 98 / 20 kilometer - Ramsau, Austria”. FIS. http://data.fis-ski.com/pdf/2015/NK/4118/2015NK4118ROF.pdf. Läst 7 januari 2015.
21. ↑  ”Men's Team HS 106 / 20 kilometer - Schonach, Germany”. FIS. http://data.fis-ski.com/pdf/2015/NK/4149/2015NK4149ROF.pdf. Läst 7 januari 2015.
22. ↑  ”Moan gala performance in Chaux-Neuve”. 11 januari 2015. Arkiverad från originalet den 24 november 2015. https://web.archive.org/web/20151124161528/http://www.fis-ski.com/nordic-combined/news-multimedia/news/article=the-team-sprint-chaux-neuve-live-from.html. Läst 7 januari 2015.
23. ↑  ”Men's Team HS 134 / 15 kilometer - Val di Fiemme, Italy”. FIS. http://data.fis-ski.com/pdf/2015/NK/4153/2015NK4153ROF.pdf. Läst 7 januari 2015.
24. ↑  ”Men's Team HS 130 / 15 kilometer - Lahti, Finland”. FIS. http://data.fis-ski.com/pdf/2015/NK/4142/2015NK4142ROF.pdf. Läst 7 januari 2015.